# ニコライ・ロフヴィツキー
ニコライ・アレクサンドロヴィチ・ロフヴィツキー（露: Николай Александрович Лохвицкий、1867年10月7日 - 1933年11月5日）は、帝政ロシアの軍人。中将。
| スタブアイコン | サブスタブ | この項目は、まだ閲覧者の調べものの参照としては役立たない、人物に関連した書きかけの項目です。この項目を加筆・訂正などしてくださる協力者を求めています（P:人物伝/PJ:人物伝）。 |